# Ноћ у кући моје мајке
Ноћ у кући моје мајке је југословенски филм из 1991. године. Режирао га је Жарко Драгојевић који је написао и сценарио.

## Радња
Прича о љубави двоје младих у контексту југословенске стварности и њеног друштвеног и државног расула. У тренутку распада једне идеологије и трагања за новим егзистенцијалним и моралним вредностима друштва, двоје младих покушавају, да освоје простор за своју срећу. Али околности им нису наклоњене. Младић по повратку из војске не може да нађе посао ни животну перспективу а са девојком коју воли раздваја га порекло јер је он син радника, синдикалног бунтовника запосленог у комбинату њеног оца.

## Улоге
| Глумац              | Улога                |
| ------------------- | -------------------- |
| Игор Первић         | Борко Павловић       |
| Зумрета Ибрахимовић | Наташа Деспотовић    |
| Љубиша Самарџић     | Сретен Павловић      |
| Даница Максимовић   | Дара Павловић        |
| Столе Аранђеловић   | Озрен Деспотовић     |
| Петар Божовић       | Жика „Валенса“       |
| Оља Бећковић        | Сека                 |
| Фарук Беголи        | Кум Радован          |
| Иван Бекјарев       | Добрица              |
| Славко Штимац       | Гиле                 |
| Ненад Нединић       | Мута                 |
| Петар Илић          | Ћора                 |
| Душица Жегарац      | Жана                 |
| Душан Јанићијевић   | Инспектор Марковић   |
| Миодраг Крстовић    | Адвокат              |
| Владан Живковић     | Милић                |
| Момчило Мурић       | Чума                 |
| Вељко Маринковић    | Поп                  |
| Слободан Љубичић    | Милиционер 1         |
| Душан Тадић         | Милиционер 2         |
| Томислав Трифуновић | Механичар            |
| Зоран Карајић       | службеник обезбеђења |
| Оливера Викторовић  | Румунка              |
| Предраг Милинковић  | Радник 1             |
| Миња Војводић       | Радник 2             |
| Драгомир Станојевић | Радник 3             |
| Миомир Радевић      | Радник 4             |
| Лора Орловић        | Цеца                 |
| Снежана Аруновић    | Девојка              |
| Сања Жарковић       | Радница              |
| Христина Поповић    | Даница               |
| Радослав Анђић      | Кондуктер            |
| Душко Рељић         | Црквењак             |
| Слађана Кошутић     | Певачица             |